# Mammoth Spring
Mammoth Spring é uma cidade localizada no estado americano de Arkansas, no Condado de Fulton.

## Demografia
Segundo o censo americano de 2000, a sua população era de 1147 habitantes.
Em 2006, foi estimada uma população de 1128, um decréscimo de 19 (-1.7%).

## Geografia
De acordo com o United States Census Bureau, a localidade tem uma área de 3,6 km², dos quais 3,5 km² cobertos por terra e 0,1 km² cobertos por água. Mammoth Spring localiza-se a aproximadamente 161 m acima do nível do mar.

## Localidades na vizinhança
O diagrama seguinte representa as localidades num raio de 32 km ao redor de Mammoth Spring.